# Meunasah Raya
Meunasah Raya is een bestuurslaag in het regentschap Pidie Jaya van de provincie Atjeh, Indonesië. Meunasah Raya telt 918 inwoners (volkstelling 2010).